# Jets de Louiseville
Les Jets de Louiseville sont une équipe de hockey sur glace de la Ligue nord-américaine de hockey de Louiseville au Québec (Canada).
L'équipe a uniquement joué la saison 1996-1997 de la Ligue de hockey semi-professionnelle du Québec, puis a été dissoute.

## Saison en LHSPQ
Note : PJ : parties jouées, V : victoires, D : défaites, N : matchs nuls, DP : défaite en prolongation, DF : défaite en fusillade, Pts : Points, BP : buts pour, BC : buts contre, Pun : minutes de pénalité
| Saison    | PJ | V  | D  | N | DP | DF | Pts | Classement               | Séries éliminatoires |
| --------- | -- | -- | -- | - | -- | -- | --- | ------------------------ | -------------------- |
| 1996-1997 | 39 | 11 | 25 | 0 | 3  | 0  | 25  | 6e place, division Ouest | ?                    |